# Olecko (gemeente)
De gemeente Olecko is een stad- en landgemeente in het Poolse woiwodschap Ermland-Mazurië, in powiat Olecki.
De zetel van de gemeente is in Olecko.
Op 30 juni 2004 telde de gemeente 21 398 inwoners.

## Oppervlakte gegevens
In 2002 bedroeg de totale oppervlakte van gemeente Olecko 266,6 km², waarvan:
- agrarisch gebied: 69%
- bossen: 16%

De gemeente beslaat 30,51% van de totale oppervlakte van de powiat.

## Demografie
Stand op 30 juni 2004:
| Omschrijving                   | Totaal | Totaal | Vrouwen | Vrouwen | Mannen | Mannen |
| ------------------------------ | ------ | ------ | ------- | ------- | ------ | ------ |
| eenheid                        | aantal | %      | aantal  | %       | aantal | %      |
| inwoners                       | 21 398 | 100    | 11 030  | 51,5    | 10 368 | 48,5   |
| bevolkingsdichtheid (inw./km²) | 80,3   | 80,3   | 41,4    | 41,4    | 38,9   | 38,9   |

In 2002 bedroeg het gemiddelde inkomen per inwoner 1401,74 zł.

## Administratieve plaatsen (sołectwo)
Babki Gąseckie, Babki Oleckie, Borawskie, Borawskie Małe, Dąbrowskie, Dobki, Doliwy, Duły, Dzięgiele Oleckie, Gąski, Gordejki, Jaśki, Judziki, Kijewo, Kukowo, Lenarty, Łęgowo, Możne, Olszewo, Plewki, Raczki, Rosochackie, Sedranki, Szczecinki, Ślepie, Świdry, Zabielne, Zajdy, Zatyki.

## Aangrenzende gemeenten
Bakałarzewo, Ełk, Filipów, Kalinowo, Kowale Oleckie, Świętajno, Wieliczki